# Herman Wouk

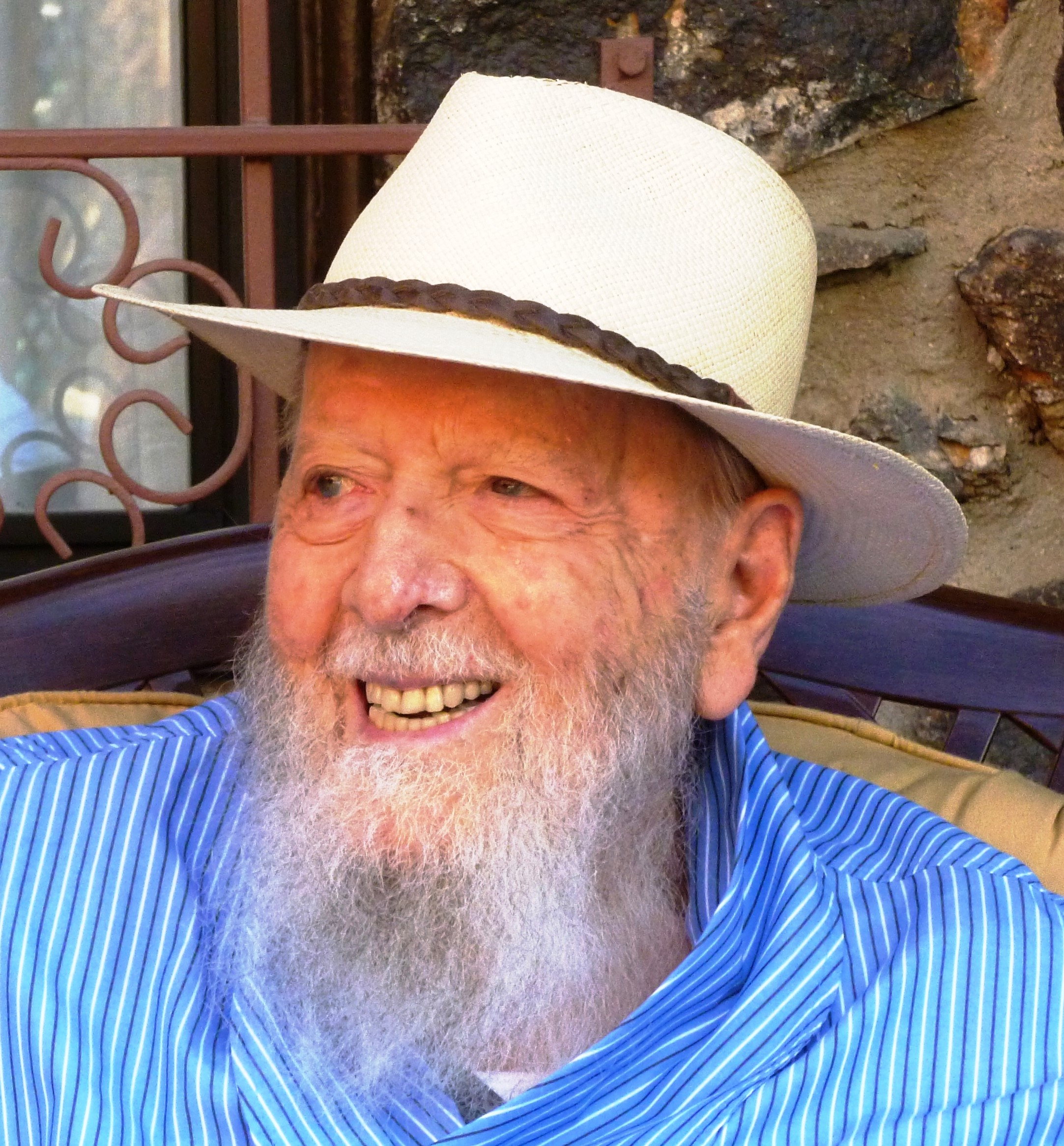
2014-ben

Herman Wouk (New York, 1915. május 27. – Palm Springs, Kalifornia, 2019. május 17.) Pulitzer-díjas amerikai író. Világszerte elsősorban a második világháború idején játszódó Zendülés a Caine hadihajón, valamint az amerikai Henry-család életét bemutató The Winds of War, és a War and Remembrance háborús regényei útján lett ismert. Utóbbi két könyve magyar nyelven Forrongó világ, valamint Háború és Végső győzelem címen jelent meg a Victoria kiadó gondozásában, Csordás Gábor fordításában. Henryék életéről televíziós minisorozat is készült az 1980-as évek elején. A Zendülés a Caine hadihajón-ért 1952-ben Pulitzer-díjat kapott, a US Navy Memorial Foundation pedig 1987-ben a Lone Sailor Award-dal tüntette ki tengerészeti karrierje és későbbi írói tevékenysége nyomán.

## Könyvei
angol nyelven megjelent
- The Man in the Trench Coat (1941)
- Aurora Dawn (1947) – magyar nyelven Auróra hajnalpír. Avagy disznó a házban címen jelent meg
- The Lomokome Papers (1947)
- City Boy: The Adventures of Herbie Bookbinder (1948) – magyar nyelven A nagyvárosi fiú címen jelent meg
- The Traitor (1949 play)
- The Caine Mutiny (1951) – magyar nyelven Zendülés a Caine hadihajón címen jelent meg
- A Modern Primitive (1952 Unpublished Play)
- The Caine Mutiny Court-Martial (1953 play) – a Zendülés a Caine hadihajón bírósági tárgyalása című broadway-i színdarab
- Marjorie Morningstar (1955) – magyar nyelven Hajnalcsillag címen jelent meg (két kötetben)
- Slattery's Hurricane (1956)
- Nature's Way (1957 play)
- This is My God: The Jewish Way of Life (1959, bővített kiadása 1973) – valós eseményeket dolgoz fel
- Youngblood Hawke (1961) – magyar nyelven Hajsza címen jelent meg
- Don't Stop the Carnival (1965) – magyar nyelven Örökké karnevál címen jelent meg
- The Lomokome Papers (1968)
- The Winds of War (1971) – magyar nyelven Forrongó világ ill. A háború szele címeken jelent meg
- War and Remembrance (1978) – magyar nyelven két kötetben, Háború és Végső győzelem címeken jelent meg
- Inside, Outside (1985) – magyar nyelven Kívül-belül címen jelent meg
- The Hope (1993) – magyar nyelven Remény címen jelent meg (két kötetben)
- The Glory (1994) – magyar nyelven Dicsőség címen jelent meg, a Remény című regény folytatása
- The Will to Live on: The Resurgence of Jewish Heritage (2000) – magyar nyelven Megmaradni. Az akarat tovább él címen jelent meg
- A Hole in Texas (2004) – magyar nyelven Texasi labirintus címen jelent meg
- The Language God Talks (2010)
- The Lawgiver (2012) – magyar nyelven A törvényalkotó címen jelent meg

## Magyarul
- Zendülés a Caine hadihajón. Regény; ford. Árkos Antal; Zrínyi, Bp., 1969
- Hajsza; ford. Zentai Éva; Zrínyi, Bp., 1973
- Háború; ford. Csordás Gábor; Victoria, Bp., 1989
- Végső győzelem; ford. Csordás Gábor; Victoria, Pécs, 1990
- Forrongó világ; ford. Csordás Gábor; Victoria, Pécs, 1991
- Aurora Hajnalpír avagy Disznó a házban. Történet Irwin Edman emlékére; ford. Németh Éva; Totem, Bp., 1993
- Én Istenem. A zsidó életforma; ford., szerk. Mikes Katalin; Chabad Lubavics Zsidó Nevelési és Oktatási Egyesület, Bp., 1993
- A nagyvárosi fiú; ford. Szamay Ilona; Totem, Bp., 1993
- Remény, 1-2.; ford. Tótisz András; Új Esély, Bp., 1993-1994
- Hajnalcsillag, 1-2.; ford. Loósz Vera; Új Esély, Bp., 1994
- Örökké karnevál; ford. Loósz Vera; Új Esély, Bp., 1994
- Kívül-belül; ford. Bíró Eszter; Új Esély, Bp., 1994
- Dicsőség, 1-2.; ford. Tótisz András; Új Esély, Bp., 1995
- A riporter; ford. Német Anikó; Merényi, Bp., 1998
- Megmaradni. Az akarat tovább él. Az elmélkedés könyve; ford. Szentgyörgyi József; Esély Mozaik, Bp., 2000
- Texasi labirintus; ford. Sz. Kulcsár István; JLX, Bp., 2005
- A törvényalkotó. Történet egy Mózes-filmről és a hagyomány megtartó erejéről; ford. Nagy Mónika Zsuzsanna; Kossuth, Bp., 2015
- A háború szele; ford. Csordás Gábor; Kossuth, Bp., 2016

## Fordítás
- Ez a szócikk részben vagy egészben  a   Herman Wouk című angol Wikipédia-szócikk ezen változatának fordításán alapul.  Az eredeti cikk szerkesztőit annak laptörténete sorolja fel. Ez a jelzés csupán a megfogalmazás eredetét és a szerzői jogokat jelzi, nem szolgál a cikkben szereplő információk forrásmegjelöléseként.